# Riserva regionale Gole del Salinello
La riserva naturale Gole del Salinello è stata un'area naturale protetta situata nella provincia di Teramo, all'interno del Parco nazionale del Gran Sasso e Monti della Laga (Monti Gemelli), a tutela dell'habitat delle gole create dal fiume Salinello. La riserva è stata abrogata nel 1999 perché ricadente nel parco nazionale.

## Ambiente
Tipico della mezza montagna. Momento migliore per visitarlo è la primavera, quando il fiume ha la sua massima portata d'acqua. In piena estate la portata del fiume cala vistosamente.
Nell'estate del 2017 a causa della siccità prolungata il fiume è completamente scomparso con la totale moria della sua fauna.

### Fauna
Sono presenti tutti i mammiferi che vivono all'interno del parco della laga. Camminando per i sentieri è frequente incontrare tracce del passaggio di lupi, cinghiali, volpi e tassi. Le pareti delle gole offrono l'habitat naturale per la nidificazione di numerose specie di volatili, tra cui l'aquila e il corvo reale. Nelle acque del fiume vive la trota fario.

## Provvedimenti istitutivi
La riserva è stata istituita con la legge regionale n. 84 del 13 novembre 1990.
È gestita dall'Associazione Verdelaga.

## Accessi
Si raggiungono da valle camminando per circa trenta minuti a partire da Ripe, frazione del comune di Civitella del Tronto.
Da monte si possono raggiungere a piedi partendo da Macchia da Sole, nei pressi di Castel Manfrino.